# 第二次巴巴里戰爭
第二次巴巴里战争（The Second Barbary War），又名阿尔及利亚战争（Algerian War），是指美国与北非巴巴里地区的第二次战争。

## 战争简介
第二次巴巴里战争（1815年），也被称为阿尔及利亚战争，是美国与统称为“巴巴里国家”的奥斯曼帝国北非摄政的阿尔及利亚、的黎波里及突尼斯三个海盗国家之间的第二次战争。这次战争在1815年结束。第二年（1816年），英国与荷兰最终有效地解决了这起国际争端。这场战争使得美国摆脱了向海盗国家交纳贡品的命运，标志着地中海地区在奥斯曼帝国（16－18世纪）统治时期猖獗一时的海盗活动开始衰落。几十年裡，欧洲列强建造了更为复杂昂贵的船舶，无论是在数量还是技术上，这都是巴巴里海盗无法匹敌的。

## 战争背景
美国取得独立战争的胜利后，其在地中海的海上贸易由于不再受法国的保护，受到了巴巴里国家的海盗的威胁。
1801年，巴巴里国家的的黎波里的帕夏向美国索要225000美元作为贡金。时任美国总统的托马斯·杰斐逊拒绝了这一要求。随后，美国与的黎波里爆发战争，即第一次巴巴里战争（1801－1805年）。
第一次巴巴里战争于1805年结束。1805年6月10日，美国与的黎波里签订停战协议。为平衡双方所拥有的对方人质（或俘虏）数量不等的情况，美国向的黎波里支付60000美元的赎金，的黎波里免去美国的贡金。随后，巴巴里国家的阿尔及尔、摩洛哥和突尼斯也与美国签订和平协定。
第一次巴巴里战争之后，美国将其注意力转向与英国日益恶化的关系。双方的主要矛盾是竞争与法国的贸易往来，这也最终导致了1812年战争。巴巴里海盗趁此机会在地中海地区再次袭击美国和欧洲商船，并且扣押了船员和军官作为人质以获得赎金。与此同时，欧洲列强仍深陷直至1815年才完全结束的拿破仑战争中。

## 战争过程
1812年战争结束后，美国得以从其中抽出身来，再次将注意力放到了北非巴巴里地区。
在1815年3月，美国国会通过了对阿尔及尔开战的决议，集结了两支海军部队，由迪卡特将军率领的舰队在纽约，由贝恩布里奇率领的舰队在波士顿，两支舰队蓄势待发。迪卡特率领的舰队在1815年5月20日率先出发。
美军舰队主要实力：
- Guerriere-44钢炮-威廉·刘易斯船长

- Constellation-36钢炮-查尔斯·戈登船长

- Macedonian-38钢炮-雅各布·琼斯船长

- Ontario-16钢炮-杰西·埃利奥特船长

- Firefly, Spark,Flambeau-14钢炮-Lieutenants George W. Kodgers, Thomas Gamble, and John B. Nicholson

## 战争结果
在舰队启程前往阿尔及尔后不久，迪卡特的舰队便与阿尔及尔的旗舰Meshuda展开遭遇战，通过Gata海湾一役，迪卡特舰队大获全胜，并俘获了敌方旗舰Meshuda。此后不久，美国舰队又如出一辙的在Palos海湾一役中俘获了阿方战舰Estedio。至此，阿方力量受到巨大挫伤，终于，在当年六月份的最后一个星期（1815年6月），美军舰队抵达了阿尔及尔，兵临城下，阿方总督被迫与美军展开和谈，和谈中阿方态度依旧较强硬，美方的赔偿要求始终未能如愿以偿，最后在美方强大的军事压迫下，阿方总督无条件接受了和谈条款。1815年7月3日，在Guerrier号战舰上正式签署了和谈条约。
依据条款：
- 美方答应释放阿的两艘被俘战舰Meshuda和Estedio

- 阿尔及尔一方则释放了美方大约全部十名人质

- 美方不再需要向阿尔及尔缴纳保护费，由此保证了美方在该海域的充分行使权。

## 战争影响
- 结束了美国对海盗支付贡金的历史，而且标志了巴巴里地区海盗活动消亡的开始。

相比第一次巴巴里战争，这次美国彻底解决了问题。第一次巴巴里战争结束后，美国政府必须支付6万美金作为赎回战俘的赎金。但是这次，美国政府不但不掏一分钱，还迫使海盗们拿出一万美元，并且使之承诺将会释放所有战俘。这次战争彻底解决了美国和巴巴里地区海盗的纠葛。
- 美国重新树立在地中海交易的地位，同时扩张了交易势力。

美国摆脱了海盗的纠缠，因此也打开了地中海和中东的贸易市场，在此之后就开始了与其传统贸易敌人（法国和英国）的直接对抗。同时，这也显示和加强了早期美国外交策略中的中立贸易政策。
- 标志美国现代海军的建立和海外驻军的开始。

海盗的威胁被认为是美国海军建立的催化剂。在战争之前，关于强大海军的建立，在美国国内有跟多质疑和反对的声音。如果没有海盗的威胁，美国海军的重建将会被严重的推迟，甚至已经初步建立的舰队都会被解散。当时，聯邦黨人的口號是「宁可花百萬元建立海军，也不给海盗一分錢」。
此外，迪卡特将军不相信海盗会恪守诺言，就像第一次巴巴里战争结束后的那样，于是他写信给当时的国务卿，要求在地中海留下常驻舰队。这不仅帮助彻底解决了困扰美国30多年的海盗问题，更标志着美国海军向海外驻军迈出了第一步。